# جيمي مايرز
جيمي مايرز (بالإنجليزية: Jimmy Myers)‏ هو لاعب كرة قاعدة أمريكي، ولد في 28 أبريل 1969 في أوكلاهوما سيتي في الولايات المتحدة.